# Marktscheffel
Der Marktscheffel war ein deutsches Volumenmaß für vorrangig trockene Waren. Das Maß war auf die ehemalige Herrschaft Schwarzburg-Rudolstadt, einschließlich Frankenhausen, beschränkt. Im Ansatz ist der alte Nordhäuser Scheffel. Der Rudolstädter Scheffel, auch als Ratsscheffel bezeichnet, war 1,8728 Hektoliter groß, hatte aber je Ort abweichende Werte. Eine unterschiedliche Anzahl Nösel war die Ursache.
- 1 Marktscheffel = 12 Scheffel 
  - 1 Scheffel = 4 Viertel = 8 Metzen = 16 Mässchen = 0,45632 Hektoliter